# Cynosurus
Cynosurus es un género de plantas herbáceas perteneciente a la familia de las poáceas. Es el único género de la subtribu Cynosurinae. Es originario de Europa, Asia occidental, el norte y el sur de África.

## Descripción
Son plantas anuales o perennes. Lígula una membrana; láminas lineares, aplanadas. Inflorescencia una panícula terminal condensada de espiguillas dimorfas pareadas, 1 de cada par estéril y 1 bisexual. Espiguillas estériles conspicuas, flabeladas, con 2 glumas y varias lemas estériles, persistentes, la raquilla no desarticulándose. Espiguillas bisexuales en su mayor parte ocultas por las estériles, comprimidas lateralmente, con (1-)2-5 flósculos; desarticulación arriba de las glumas y entre los flósculos; glumas 1-nervias; lemas cortamente aristadas, con una costilla media visible y 4 nervaduras laterales inconspicuas; páleas casi tan largas como las lemas, 2-carinadas; estambres 3; estilos 2. Fruto una cariopsis, encerrada entre la lema y la pálea; hilo linear.

## Taxonomía
El género fue descrito por Carlos Linneo y publicado en Species Plantarum 1: 72–73. 1753. La especie tipo es: Cynosurus cristatus L. 
Etimología
Cynosurus: nombre genérico que deriva de las palabras griegas κυνός kynos, "perro" y de ουρά oura, "cola", refiriéndose a la forma de la panícula.
Citología
El número cromosómico básico del género es x = 7, con números cromosómicos somáticos de 2n = 14, diploide Cromosomas relativamente "pequeños".

## Algunasespecies
- Cynosurus ara Ham. ex Wall.
- Cynosurus balansae Coss. & Durieu
- Cynosurus callitrichus Barb.-Boiss. & Barbey
- Cynosurus capitatus Wulf ex Roem. & Schult.
- Cynosurus castagnei Jord. ex Martrin-Donos
- Cynosurus cavara Buch.-Ham. ex Dillwyn
- Cynosurus coloratus Lehm. ex Steud.
- Cynosurus cristatus L.
- Cynosurus echinatus L.
- Cynosurus elegans Desf.
- Cynosurus virgatus L. var. domingensis (Jacq.) Döll